# مقاطعة وارن (ميسيسيبي)
مقاطعة وارن هي مقاطعة في مسيسيبي، بلغ عدد سكانها 48٬773  نسمة، في 2010، عاصمتها فيكسبيرغ.

## الموقع
تشترك في الحدود مع:
- مقاطعة إساكينا (ميسيسيبي)
- مقاطعة كليبورن (ميسيسيبي).